# Burg Beetzendorf
Die Burg Beetzendorf, früher auch Becendorf genannt, ist die Ruine einer Niederungsburg (Sumpfburg) in der Gemeinde Beetzendorf im Altmarkkreis Salzwedel in Sachsen-Anhalt.

## Geschichte und Anlage
Die Burg entstand um 1140 in sumpfigen Gelände. Die erste Erwähnung erfolgte nach einer Urkunde um 1204, wo die Burganlage von der Familie von Kröcher pfandweise in die Hände der Familie von der Schulenburg kommt.
1319 waren noch die von Kröcher im Pfandbesitz der Burg Beetzendorf, mit der sie in den Dienst von Otto II. dem Strengen traten. 1323 wurde in einem Vertrag erwähnt, dass Otto der Milde das Schloss Beetzendorf erworben hatte, was im Zeitraum von 1319 bis 1322 geschehen sein muss.
1332 beurkundeten die Ritter Bernhard I von der Schulenburg, Dietrich II von der Schulenburg und Werner III von der Schulenburg auf der Burg zu Beetzendorf eine Stiftung. 1340 erfolgte eine erste Realteilung der Burg Beetzendorf zwischen dem schwarzen und dem weißen Stamm des Geschlechts von der Schulenburg, den damaligen Besitzern der Burg. Aus diesem Jahr ist neben der ersten sicheren Erwähnung der von der Schulenburg als Besitzer der Burg Beetzendorf auch die älteste bekannte Erwähnung einer Kapelle auf der Burg, deren Patrozinium nicht mehr bekannt ist. Ab 1343 war nach Dehio die Burg im Besitz des Geschlechts derer von der Schulenburg, nachdem sie ihren Stammsitz, die Schulenburg bei Stappenbeck nahe Salzwedel, verlassen hatten. Beetzendorf wurde in den folgenden Jahrhunderten zum Familienhauptsitz des Geschlechts. Die Besitzungen hier und in Apenburg waren ihre Stammgüter, die den Kern ihrer Grundherrschaft bis ins 19. Jahrhundert sicherten.
1424 stifteten die Brüder Bernhard VI (1406–1453 urkundlich erwähnt) und Werner VIII (ab 1411 urkundl.; † 1447 oder 1448) von der Schulenburg, Söhne von Heinrich II von der Schulenburg, eine Kapelle auf der Burg, die Maria (Mutter Jesu) geweiht war und wahrscheinlich im Zuge der Reformation wieder aufgegeben wurde.
Bis um 1600 erhielt die Burg Beetzendorf einen festungsartigen Ausbau mit Wassergräben. Die Burganlage wertete das Geschlecht auf, das von da an als schlossgesessen, zur oberen Stufe des altmärkischen Adels gehörte. Von der zweiten Hälfte des 16. Jahrhunderts an siedelten sich die Mitglieder der adligen Familie im Dorf Beetzendorf und der Umgebung an, sodass die Befestigungsanlagen nutzlos wurden. Im Dreißigjährigen Krieg war die Burg nicht mehr verteidigungsfähig. Die letzte Kanone wurde 1642 verkauft.
Noch bis 1760 wurden Teile der Burg von der Familie von der Schulenburg bewohnt. Letzter Burgherr, der die Burg selbst bewohnte, war Freiherr Achaz II von der Schulenburg (1610–1680), ein Sohn von Levin IV von der Schulenburg und seiner Frau Anna Maria geb. von Veltheim aus dem Hause Harbke. Er ließ in der Vorburg der Burg Beetzendorf den Lieberoser Hof erbauen, der im 19. Jahrhundert größtenteils niedergelegt wurde. Aus seiner Ehe mit Sophie Hedwig geb. von Veltheim aus dem Hause Bartensleben und Destedt (1607–1667) ging unter anderem Hans Georg von der Schulenburg hervor.
1780 wurden weitere Teile der Burganlage abgerissen. 1845 wurde bei einem Rezess, bei dem es um den Austausch von Beetzendorfer Grundstücken ging, das Grundstück mit der Burgruine dem Großen Hof zugeschlagen.
Heute sind von der Burg nur noch Ruinen übrig, die im Hochwald des Beetzendorfer Parks liegen. Es handelt sich um das nördliche Burgtor, das Werner von der Schulenburg im 19. Jahrhundert vor dem Verfall bewahren und rekonstruieren ließ und an das von 1950 bis 1952 eine heute noch genutzte Freilichtbühne angebaut wurde. Unweit davon befindet sich der etwa 20 Meter hohe Bergfried aus rotem Backstein auf einer Grundfläche von 8,5 mal 8,5 Meter, mit einem Hocheingang in 4 Meter Höhe und einer Mauerstärke von einem Meter. Der barocke Garten ist in Grundzügen noch erhalten.